# Eclosão

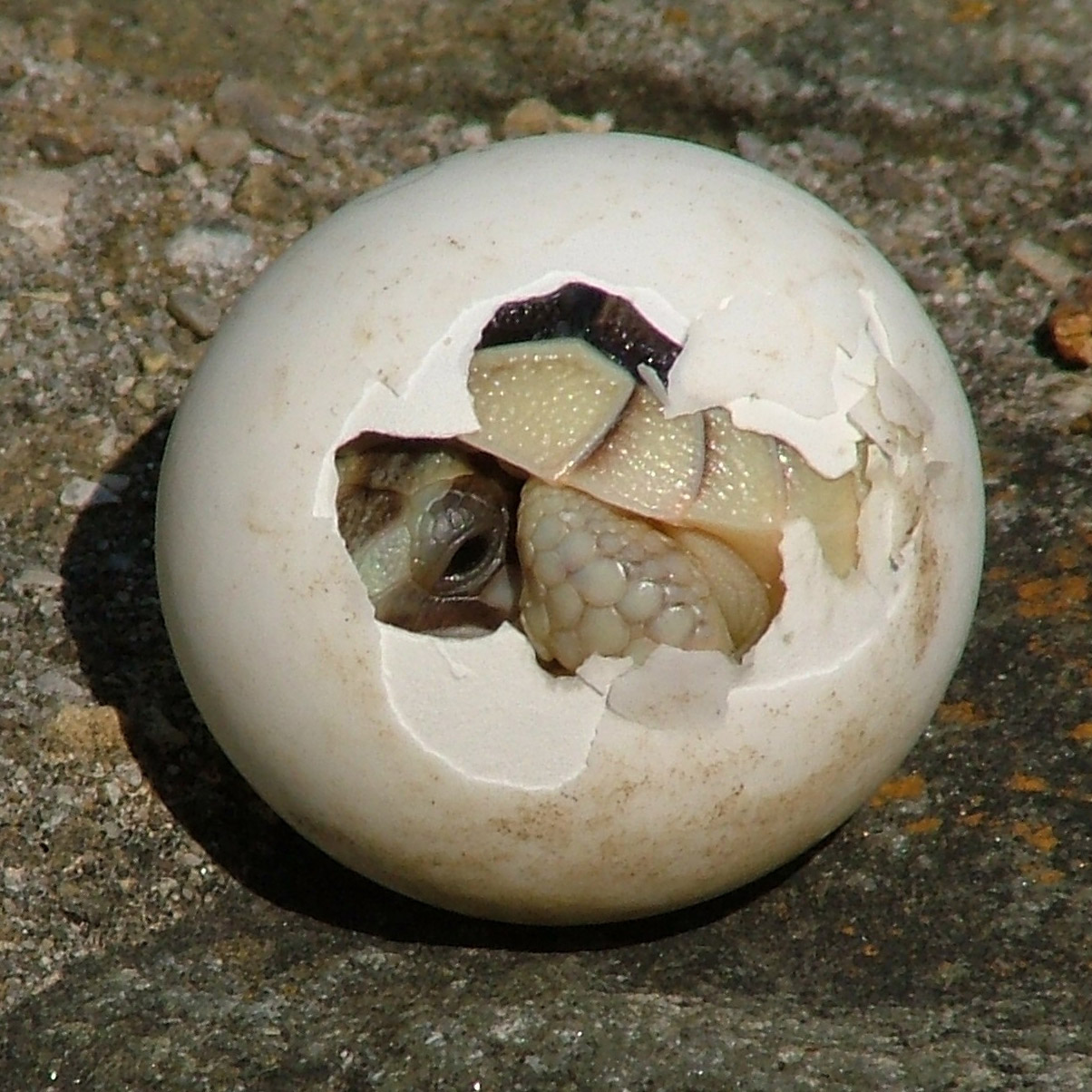
Eclosão de uma tartaruga, mostrando a saída do ovo.

Eclosão é a designação dada nas ciências biológicas ao momento em que as crias de diversos animais começam a libertar-se do ovo ou casulo tendo alcançado o máximo nível de desenvolvendo e estando prontos para nascer, como crias.
A eclosão sucede tanto em organismos ovíparos como ovovivíparos, quando as crias já se desenvolveram completamente depois de longos períodos de gestação, e então podem despojar-se do ovo e nascer.